# Alucinação auditiva
Paracusia ou alucinação auditiva é uma forma de alucinação que envolve a percepção de sons sem que haja estímulo auditivo.
Uma forma comum de alucinação auditiva é a percepção de vozes inexistentes, que pode estar associada a desordens psicóticas, sendo esta um tipo de ocorrência de especial significância para o diagnóstico da condição alucinatória. Contudo, indivíduos que não sofrem qualquer transtorno mental podem experienciar esse tipo de ocorrência. Existem três categorias principais entre as quais esse tipo de experiência auditiva se encaixa: o indivíduo a ouvir uma voz que fala seus pensamentos, o indivíduo a ouvir uma discussão e o indivíduo a ouvir uma voz que narra suas próprias ações. Essas três categorias não abarcam todos os tipos de alucinação auditiva.
Outros tipos de alucinação auditiva incluem a síndrome da cabeça explosiva e a síndrome do ouvido musical. Nesta, o indivíduo ouve música a tocar na mente, geralmente canções que lhe são familiares. Isto pode ser causado por lesões no tronco cerebral (comumente resultantes de AVC) e também por distúrbios do sono, como a narcolepsia, tumores, encefalite ou abscessos. Essa condição distingue-se do fenômeno comum de se ter uma música presa no pensamento. Outras razões para a ocorrência da alucinação auditiva são a surdez e epilepsia.